# Peter Müller (Skispringer)
Peter Müller (* 25. Oktober 1934 in Bischofshofen; † 29. September 2005 ebenda) war ein österreichischer Skispringer.

## Werdegang
Müller kam bereits in jungen Jahren zum Skisport. Durch den Zweiten Weltkrieg musste er seine Juniorenkarriere unterbrechen. Nach dem Krieg kam er als Mitglied des SC Bischofshofen zum nordischen Skisport und spezialisierte sich auf das Skispringen. Als Mitglied der Trainingsgruppe von Josef Bradl konnte er sich Anfang der 1950er Jahre in den österreichischen Talentekader vorarbeiten.
Nachdem er bei der Vierschanzentournee 1956/57 noch als Vorspringer eingesetzt worden war, gab er schließlich bei der folgenden Vierschanzentournee 1957/58 sein internationales Debüt. Jedoch sicherte sich Müller zuvor auf der Lankschanze in Dornbirn noch den Österreichischen Meistertitel sowie wenig später auch den Salzburger Landesmeistertitel. Bei der Tournee schließlich startete er erfolgreich mit dem guten 19. Platz auf der Schattenbergschanze in Oberstdorf. Nach weiteren guten Platzierungen beendete er seine erste Tournee auf Rang 21 der Gesamtwertung.
Bei der folgenden Nordischen Skiweltmeisterschaft 1958 in Lahti sprang Müller von der Normalschanze am 9. März auf 56,5 und 58 Meter und landete damit auf dem 40. Platz. Bei der folgenden Vierschanzentournee 1958/59 erreichte Müller den 18. Platz der Gesamtwertung.
Auch im Olympiawinter blieben große Erfolge für Müller weiter aus. Nach Rang 21 in der Gesamtwertung der Vierschanzentournee 1959/60 verpasste er eine Nominierung für die Olympischen Winterspiele 1960. In Kuopio erreichte er mit dem sechsten Rang sein bestes Saisonergebnis.
Ab 1961 konnte Müller als Teil des ÖSV-Kaders wieder Erfolge auf internationaler Ebene feiern. So gewann er mit dem Team den Kongsberg-Cup in Laibach. Im Einzel sprang er auf Rang vier. Bei den Österreichischen Meisterschaften am 3./4. Februar 1962 in Bad Goisern landete er auf dem dritten Rang hinter Otto Leodolter und Walter Habersatter. Bei der Nordischen Skiweltmeisterschaft 1962 in Zakopane sprang Müller von der Großschanze auf 89,5 und 94,5 Meter und erreichte damit einen guten 17. Platz. Von der Normalschanze konnte er daran nicht anknüpfen und landete nur auf einem schwachen 45. Platz.
Bei der Vierschanzentournee 1962/63 verpasste er auf der Paul-Außerleitner-Schanze in Bischofshofen als 13. eine Top-10-Platzierung nur knapp. Am Ende erreichte er mit dem 18. Rang der Gesamtwertung sein bis dahin bestes Resultat. Jedoch konnte er in der folgenden Saison 1963/64 erneut nicht an diesen Erfolg anknüpfen. Der mittlerweile 29-Jährige gewann zwar seinen vierten Salzburger Landesmeistertitel. Jedoch verpasste er bei der Tournee den Durchbruch und damit nach Rang 31 in der Gesamtwertung auch erneut die Qualifikation für die Olympischen Winterspiele 1964 in Innsbruck.
Trotz dieses Misserfolges überraschte Müller bei der Vierschanzentournee 1964/65 mit zwei Top-10-Platzierungen in Garmisch-Partenkirchen und Bischofshofen. Am Ende erreichte er den sechsten Rang der Gesamtwertung. Wenig später gewann er bei den Springen in Nordamerika den Titel des Nordamerikameisters. Zu Beginn der Saison 1965/66 musste der zwischenzeitlich 31-jährige Müller erneut mit einem Leistungseinbruch kämpfen. Nach nur Rang 33 bei der Vierschanzentournee 1965/66 verpasste er eine Nominierung für die Nordischen Skiweltmeisterschaften 1966 in Oslo. Kurz darauf beendete er seine aktive Skisprungkarriere.
In der Folge wurde Müller Servicemann bei Carrera International und blieb damit bis 1987 dem Skispringen treu.

## Erfolge

### Vierschanzentournee-Platzierungen
| Saison  | Platz | Punkte |
| ------- | ----- | ------ |
| 1957/58 | 21.   | 780,3  |
| 1958/59 | 18.   | 786,0  |
| 1959/60 | 21.   | 770,7  |
| 1960/61 | 25.   | 774,3  |
| 1961/62 | 32.   | 777,6  |
| 1962/63 | 18.   | 721,1  |
| 1963/64 | 31.   | 724,8  |
| 1964/65 | 06.   | 800,7  |
| 1965/66 | 33.   | 700,5  |

## Privates
Müller war ab 1951 mit Isolde Müller verheiratet und führte mit ihr ab 1958 einen eigenen Gasthof in Bischofshofen. 2005 starb Müller nach langer schwerer Krankheit.